# 滝田良
滝田 良（たきた りょう、1978年4月 - ）は、日本の薬学者（有機化学）。学位は博士（薬学）（東京大学・2006年）。静岡県立大学薬学部教授・大学院薬学研究院教授。
独立行政法人日本学術振興会海外特別研究員、京都大学化学研究所助教、東京大学大学院薬学系研究科講師、独立行政法人理化学研究所環境資源科学研究センター副チームリーダー、東京大学大学院薬学系研究科准教授などを歴任した。

## 概要
有機化学を専攻する薬学者である。触媒の設計や官能基の導入に関する研究に取り組んでいた。また、さまざまなsp2/sp-炭素をカルボランアニオンに一般性高く導入する手法を世界で初めて開発したことでも知られている。日本学術振興会の海外特別研究員を経て、京都大学、東京大学、理化学研究所、静岡県立大学にて研究や教育に従事した。

## 来歴

### 生い立ち
1978年（昭和53年）4月に生まれた。国が設置運営する東京大学に進学し、薬学部の薬学科にて学んだ。薬学部においては、柴﨑正勝の門下として指導を受けた。2001年（平成13年）3月、東京大学を卒業した。それに伴い、学士（薬学）の学位を取得した。さらに東京大学の大学院に進学し、薬学系研究科にて学んだ。大学院においても、博士課程を修了するまで柴﨑正勝の門下として指導を受けた。2003年（平成15年）3月、東京大学の大学院における修士課程を修了した。それに伴い、修士（薬学）の学位を取得した。さらに在学中に「Catalytic asymmetric alkynylation of carbonyl compounds by an indium(3) catalyst via dual activation of soft pro-nucleophiles and hard electrophiles」と題した博士論文を執筆しており、2006年（平成18年）3月に東京大学の大学院における博士課程を修了した。それに伴い、博士（薬学）の学位を取得した。

### 薬学者として
2006年（平成18年）4月、文部科学省の独立行政法人である日本学術振興会の海外特別研究員に選任された。それに伴い、アメリカ合衆国に渡り、マサチューセッツ工科大学にてティモシー・M・スワージャーの下で博士研究員を務めた。
日本に帰国後は、同名の国立大学法人により設置運営される京都大学に採用され、2007年（平成19年）4月より化学研究所の助教を務めた。
2010年（平成22年）8月、母校である東京大学に採用され、大学院の薬学系研究科にて助教に就任した。薬学系研究科では内山真伸の主宰する研究室に所属した。2012年（平成24年）4月には大学院の薬学系研究科にて講師に昇任した。
2014年（平成26年）2月、文部科学省の独立行政法人である理化学研究所に採用され、環境資源科学研究センターにて副チームリーダーに就任した。チームリーダーである内山真伸の下で、村中厚哉や青山哲也らとともに研究に従事した。なお、他の教育・研究機関などにおいても役職を兼任していた。文部科学省の施設等機関である科学技術・学術政策研究所においては、2015年度（平成27年度）より科学技術動向研究センターの専門調査員を兼任していた。古巣である東京大学においては、2018年（平成30年）4月より大学院の薬学系研究科で特任准教授を兼任していた。
その後、東京大学が本務となり、2018年（平成30年）10月に大学院の薬学系研究科にて准教授に就任した。
2022年（令和4年）7月1日、県と同名の公立大学法人により設置運営される静岡県立大学に採用され、薬学部の教授に就任した。薬学部においては、主として薬学科の講義を担当し、吉村文彦や稲井誠、大内仁志らとともに医薬品製造化学分野を受け持った。また、大学院においては薬学研究院の教授を兼務することになった。大学院には研究院・学府制が導入されていることから、主として薬食生命科学総合学府の薬科学専攻の講義を担当しており、医薬品製造化学教室を受け持っていた。

## 研究
専門は薬学であり、特に有機化学といった分野の研究に従事した。具体的には、さまざまな結合、元素、反応場を生かした触媒の設計や、有用な官能基の導入手法の開発に取り組んでいた。また、高活性や高選択性を満たすような分子の機構について研究していた。開発した反応を通じて、生命科学や物質科学への貢献を目指していた。大学生、および、大学院生の頃より、柴﨑正勝から触媒的な不斉反応や天然物合成などを基礎から指導された。マサチューセッツ工科大学の博士研究員となってからは、ティモシー・M・スワージャーより指導を受けた。京都大学の助教となってからは、高効率的なポリチオフェンの合成法を確立した。東京大学に転じてからは、内山真伸の下で、π共役化合物を基盤とした反応の開発やカルボランアニオンの合成などに取り組んだ。
硼素を導入する合成法の開発においては、当時異例であった硼素アニオンの化学の見地から取り組んだ。その結果、ボリル亜鉛アート錯体による芳香族硼素化反応や、不飽和結合への立体選択的ジボリル化反応など、硼素官能基をπ共役分子に化学・位置・立体選択的に導入する反応を新たに開発した。また、当時修飾法や合成法がほとんど存在しなかったC1-カルボランアニオン分子について研究し、さまざまなsp2/sp-炭素をカルボランアニオンに一般性高く導入する手法を史上初めて開発した。こうした「πおよびσ共役結合に対する新反応開発と機能創出」の業績が評価され、2015年（平成27年）3月25日に日本薬学会奨励賞が授与された。この研究成果は『薬学雑誌』にて「π及びσ共役結合に対する新反応開発と機能創出」として発表された。2015年（平成27年）には理化学研究所研究奨励賞も授与されている。また、「芳香族化合物の未開拓な化学に挑戦する――新機能・新物性・新反応性を切り拓く化学」が評価され、2017年（平成29年）にはChemist Award BCAが授与されている。そのほか、2015年（平成27年）にはAsian Core Program Lectureship Awardが授与され、2018年（平成30年）にはThieme Chemistry Journal Awardが授与されている。
学術団体としては、日本薬学会、日本化学会、有機合成化学協会、高分子学会、などに所属した。

## 略歴
- 1978年 - 誕生[5]。
- 2001年 - 東京大学薬学部卒業[3][6]。
- 2003年 - 東京大学大学院薬学系研究科修士課程修了[6]。
- 2006年 - 東京大学大学院薬学系研究科博士課程修了[3][6]。
- 2006年 - 日本学術振興会海外特別研究員[4]。
- 2006年 - マサチューセッツ工科大学博士研究員[4]。
- 2007年 - 京都大学化学研究所助教[3][4]。
- 2010年 - 東京大学大学院薬学系研究科助教[4]。
- 2012年 - 東京大学大学院薬学系研究科講師[4]。
- 2014年 - 理化学研究所環境資源科学研究センター副チームリーダー[4]。
- 2018年 - 東京大学大学院薬学系研究科特任准教授[4]。
- 2018年 - 東京大学大学院薬学系研究科准教授[4]。
- 2022年 - 静岡県立大学薬学部教授[4][12]。
- 2022年 - 静岡県立大学大学院薬学研究院教授。

## 賞歴
- 2015年 - 日本薬学会奨励賞[14][18]。
- 2015年 - 理化学研究所研究奨励賞[18]。
- 2015年 - Asian Core Program Lectureship Award[18]。
- 2017年 - Chemist Award BCA[18]。
- 2018年 - Thieme Chemistry Journal Award[18]。

### 註釈
1. ↑  東京大学は、2004年に国から国立大学法人東京大学に移管された。
2. ↑  独立行政法人理化学研究所は、2015年に国立研究開発法人理化学研究所に改組された。
3. ↑  科学技術・学術政策研究所科学技術動向研究センターは、2016年に科学技術予測センターに改組された。
4. ↑  論文の題名は「π及びσ」[16]と表記されているが、日本薬学会奨励賞の受賞題目は「πおよびσ」[14]と表記されている。なお、日本薬学会奨励賞について、日本薬学会は「受賞題目と論文タイトルは異なる場合があります」[17]としている。

## 関連人物
- 稲井誠
- 柴崎正勝
- 吉村文彦